# Yuta Watanabe (basket-ball)
Pour les articles homonymes, voir Watanabe et Yuta Watanabe.
Yuta Watanabe (Watanabe Yūta (渡邊 雄太) en japonais), né le 13 octobre 1994 à Yokohama au Japon, est un joueur japonais de basket-ball évoluant aux postes d'ailier et ailier fort. Il mesure 2,03 m.

## Biographie

### Carrière universitaire
Entre 2014 et 2018, il passe ses quatre saisons universitaires avec les Colonials de George Washington. 

### Carrière professionnelle

#### Grizzlies de Memphis/Hustle de Memphis (2018-2020)
Le 21 juin 2018, automatiquement éligible, il n'est pas sélectionné à la draft 2018 de la NBA.
Après avoir joué la Summer League 2018 avec les Nets de Brooklyn, il se fait remarquer et signe, le 20 juillet 2018, un contrat "two-way" avec les Grizzlies de Memphis pour la saison 2018-2019.
Un an plus tard, il signe un second contrat two-way pour la saison 2019-2020.

#### Raptors de Toronto (2020-2022)
Le 20 décembre 2020, il signe un contrat two-way en faveur des Raptors de Toronto. Le 19 avril 2021, son ancien contrat est transformé en un contrat jusqu'à la fin de saison.

#### Nets de Brooklyn (2022-2023)
Agent libre à l’été 2022, il s’engage pour une saison avec les Nets.

#### Suns de Phoenix (2023-2024)
En juillet 2023, il signe avec les Suns de Phoenix.

#### Grizzlies de Memphis (2024)
En février 2024, il est transféré aux Grizzlies de Memphis.

#### Chiba Jets (depuis 2024)
Il rentre au Japon en juillet 2024 et signe avec les Chiba Jets.

## Statistiques

### Universitaires
| Saison    | Équipe            | Matchs | Titul. | Min./m | % Tir | % 3pts | % LF | Rbds/m. | Pass/m. | Int/m. | Ctr/m. | Pts/m. |
| --------- | ----------------- | ------ | ------ | ------ | ----- | ------ | ---- | ------- | ------- | ------ | ------ | ------ |
| 2014-2015 | George Washington | 35     | 10     | 22,5   | 38,4  | 34,8   | 83,1 | 3,54    | 0,63    | 0,43   | 0,60   | 7,43   |
| 2015-2016 | George Washington | 38     | 27     | 27,7   | 42,2  | 30,6   | 70,7 | 4,00    | 1,39    | 0,55   | 1,05   | 8,45   |
| 2016-2017 | George Washington | 28     | 27     | 35,1   | 44,4  | 31,4   | 81,7 | 4,75    | 2,50    | 1,11   | 1,14   | 12,18  |
| 2017-2018 | George Washington | 33     | 33     | 36,6   | 43,7  | 36,4   | 80,7 | 6,06    | 1,58    | 0,79   | 1,64   | 16,30  |
| Carrière  | Carrière          | 134    | 107    | 30,1   | 42,5  | 33,7   | 78,8 | 4,54    | 1,47    | 0,69   | 1,10   | 10,90  |

### Professionnelles

#### Saison régulière NBA
| Saison    | Équipe   | Matchs | Titul. | Min./m | % Tir | % 3pts | % LF | Rbds/m. | Pass/m. | Int/m. | Ctr/m. | Pts/m. |
| --------- | -------- | ------ | ------ | ------ | ----- | ------ | ---- | ------- | ------- | ------ | ------ | ------ |
| 2018-2019 | Memphis  | 15     | 0      | 11,6   | 29,4  | 12,5   | 70,0 | 2,07    | 0,53    | 0,27   | 0,07   | 2,60   |
| 2019-2020 | Memphis  | 18     | 0      | 5,8    | 44,1  | 37,5   | 37,5 | 1,11    | 0,28    | 0,28   | 0,06   | 2,00   |
| 2020-2021 | Toronto  | 50     | 4      | 14,5   | 43,9  | 40,0   | 82,8 | 3,18    | 0,80    | 0,52   | 0,38   | 4,36   |
| 2021-2022 | Toronto  | 38     | 4      | 11,7   | 40,6  | 34,2   | 60,0 | 2,42    | 0,55    | 0,29   | 0,42   | 4,29   |
| 2022-2023 | Brooklyn | 58     | 1      | 16,0   | 49,1  | 44,4   | 72,3 | 2,40    | 0,80    | 0,40   | 0,30   | 5,60   |
| Carrière  | Carrière | 179    | 9      | 13,3   | 43,9  | 39,0   | 68,7 | 2,50    | 0,70    | 0,40   | 0,30   | 4,30   |

Mise à jour le 1er juillet 2023

#### Playoffs NBA
| Saison   | Équipe   | Matchs | Titul. | Min./m | % Tir | % 3pts | % LF | Rbds/m. | Pass/m. | Int/m. | Ctr/m. | Pts/m. |
| -------- | -------- | ------ | ------ | ------ | ----- | ------ | ---- | ------- | ------- | ------ | ------ | ------ |
| 2022     | Toronto  | 4      | 0      | 2,6    | 33,3  | 0,0    | 0,0  | 0,00    | 0,00    | 0,00   | 0,00   | 1,00   |
| 2023     | Brooklyn | 1      | 0      | 4,7    | 50,0  | 50,0   | 0,0  | 1,00    | 0,00    | 0,00   | 0,00   | 3,00   |
| Carrière | Carrière | 5      | 0      | 3,0    | 37,5  | 33,0   | 0,0  | 0,20    | 0,00    | 0,00   | 0,00   | 1,40   |

Mise à jour le 1er juillet 2023

#### Saison régulière G League
| Saison    | Équipe   | Matchs | Titul. | Min./m | % Tir | % 3pts | % LF | Rbds/m. | Pass/m. | Int/m. | Ctr/m. | Pts/m. |
| --------- | -------- | ------ | ------ | ------ | ----- | ------ | ---- | ------- | ------- | ------ | ------ | ------ |
| 2018-2019 | Memphis  | 33     | 32     | 33,9   | 43,4  | 33,6   | 82,7 | 7,27    | 2,79    | 0,88   | 1,15   | 14,12  |
| 2019-2020 | Memphis  | 22     | 22     | 32,7   | 54,6  | 36,4   | 81,6 | 5,95    | 1,86    | 1,00   | 1,00   | 17,23  |
| Carrière  | Carrière | 55     | 54     | 33,4   | 48,0  | 34,8   | 82,4 | 6,75    | 2,42    | 0,93   | 1,09   | 15,36  |

Mise à jour le 8 novembre 2020

## Records sur une rencontre en NBA
Les records personnels de Yuta Watanabe en NBA sont les suivants, :
| Type de statistique        | Saison régulière | Saison régulière            | Saison régulière | Playoffs | Playoffs                | Playoffs      |
| Type de statistique        | Record           | Adversaire                  | Date             | Record   | Adversaire              | Date          |
| -------------------------- | ---------------- | --------------------------- | ---------------- | -------- | ----------------------- | ------------- |
| Points                     | 26               | @ Cavaliers de Cleveland    | 26 décembre 2021 | 2        | 2 fois                  | 2 fois        |
| Paniers marqués            | 11               | @ Cavaliers de Cleveland    | 26 décembre 2021 | 1        | 2 fois                  | 2 fois        |
| Paniers tentés             | 20               | @ Cavaliers de Cleveland    | 26 décembre 2021 | 2        | 2 fois                  | 2 fois        |
| Paniers à 3 points réussis | 5                | @ Trail Blazers de Portland | 17 novembre 2022 | -        | -                       | -             |
| Paniers à 3 points tentés  | 8                | Grizzlies de Memphis        | 30 novembre 2021 | 1        | 76ers de Philadelphie   | 28 avril 2022 |
| Lancers francs réussis     | 5                | Magic d'Orlando             | 16 avril 2021    | -        | -                       | -             |
| Lancers francs tentés      | 5                | 2 fois                      | 2 fois           | -        | -                       | -             |
| Rebonds offensifs          | 3                | 5 fois                      | 5 fois           | -        | -                       | -             |
| Rebonds défensifs          | 10               | 2 fois                      | 2 fois           | -        | -                       | -             |
| Rebonds totaux             | 13               | @ Cavaliers de Cleveland    | 26 décembre 2021 | -        | -                       | -             |
| Passes décisives           | 4                | Thunder d'Oklahoma City     | 18 avril 2021    | -        | -                       | -             |
| Interceptions              | 3                | @ Knicks de New York        | 11 avril 2021    | -        | -                       | -             |
| Contres                    | 3                | 2 fois                      | 2 fois           | -        | -                       | -             |
| Balles perdues             | 5                | @ Cavaliers de Cleveland    | 26 décembre 2021 | 1        | 76ers de Philadelphie   | 23 avril 2022 |
| Minutes jouées             | 37               | @ Cavaliers de Cleveland    | 26 décembre 2021 | 5        | @ 76ers de Philadelphie | 16 avril 2022 |

- Double-double : 2
- Triple-double : 0

Dernière mise à jour : 16 août 2022